# 中田町中津川
中田町中津川（なかたまち なかつがわ）は、福島県郡山市の大字である。郵便番号は963-0832。

## 地理
郡山市東部の中田地区に属する。北で中田町木目沢、北東で中田町柳橋、東で田村郡小野町浮金、南東で田村町田母神、南で田村町糖塚、南西で田村町川曲、西で田村町下枝とそれぞれ隣接する。概ね町村制施行以前の田村郡中津川村の流れを汲む地域である。一級水系阿武隈川水系黒石川上流域を主な範囲とする。域内の多くを山林が占め、川沿いの平地に水田が広がり、山裾や街道沿いを中心に人家が立地する。北部を東西に福島県道65号小野郡山線が横断し、沿線に学校などの主要施設が立地し、南北に福島県道40号飯野三春石川線が黒石川に沿い縦断する。中田町柳橋に所在する郡山警察署柳橋駐在所及び中田町下枝に所在する郡山消防署中田分署がそれぞれ管轄にあたる。

### 主な字
字
- 城ノ内
- 五舛蒔
- 宮田
- 五斗蒔
- 横町

- 堂ノ作
- 町田前
- 堀北
- 関ノ上
- 町

- 市ノ沢
- 宇津熊
- 川田
- 野橋
- 野出坊

### 山岳
- 一盃山

### 河川
一級水系阿武隈川水系
- 黒石川
  - 野橋川

## 歴史
- 1879年1月27日 - 幕府領中津川村が福島県内における郡区町村制の施行により田村郡の村となる。
- 1889年4月1日 - 町村制の施行により中津川村が柳橋村、下枝村、黒木村、駒板村、木目沢村、牛縊本郷村と合併し御舘村が発足する。旧中津川村域は御舘村の大字となる。
- 1956年9月1日 - 御舘村が宮城村と合併し中田村が発足し、中田村の大字となる。
- 1965年8月1日 - 中田村が西田村と共に郡山市に編入され、郡山市中田地区の大字となる。

## 世帯数と人口
2024年1月1日現在の世帯数と人口は以下の通りである。
| 大字         | 世帯数  | 人口  |
| ------------ | ------- | ----- |
| 中田町中津川 | 198世帯 | 475人 |

## 小・中学校の学区
市立小・中学校に通う場合、学区は以下の通りとなる。
| 番地 | 小学校             | 中学校             |
| ---- | ------------------ | ------------------ |
| 全域 | 郡山市立御舘小学校 | 郡山市立御舘中学校 |

## 交通

### 道路
- 福島県道40号飯野三春石川線
- 福島県道65号小野郡山線

## 施設
- 郡山市立御舘中学校
- 郡山市立御舘小学校
- 郡山市中田地域交流センター
- 曹源寺
- 平城神社
- 愛宕神社
- 大山津見神社